# 陵城区
陵城区（りょうじょう-く）は中華人民共和国山東省徳州市に位置する市轄区。

## 歴史
漢代に安徳県が設置された。隋代に陵県とされた。2014年、県より市轄区へ改編。

## 行政区画
- 街道:安徳街道、臨斉街道
- 鎮:鄭家寨鎮、麋鎮、宋家鎮、徽王荘鎮、神頭鎮、滋鎮、前孫鎮、辺臨鎮、義渡口鎮、丁荘鎮
- 郷:于集郷

## 教育
- 大学：徳州科技職業学院（新キャンパス）